# Casa de Pereira de Castro
La Casa de Pereira de Castro es un edificio situado en la Praza da Constitución, en Vigo (Galicia, España). Monumento histórico artístico desde 1946, es uno de los pocos ejemplos de barroco civil que existen en la ciudad.

## Historia
El edificio fue construido en el siglo XVIII en estilo barroco, y promovido por varias familias del Vigo del momento.
Se trata de un edificio que interpreta el barroco de manera peculiar, mezclando la cantería con mampostería enfoscada en blanco, que sirve para resaltar los elementos singulares de la edificación. Cuenta con dos fachadas enmarcadas por pilastras angulares, que sostienen un falso entablamento de molduras de cantería, sobre la que se ubica la cornisa ricamente moldurada. La fachada de la calle Triunfo es austera, contando solo con los escudos de la varias de las familias promotoras de la obra. La fachada de la Praza da Constitución es la que concentra el mayor programa decorativo, con frontones de arcos mixilíneos en los vanos de las ventanas, y decoración de placas, típicas del barroco gallego, bajo los balcones.

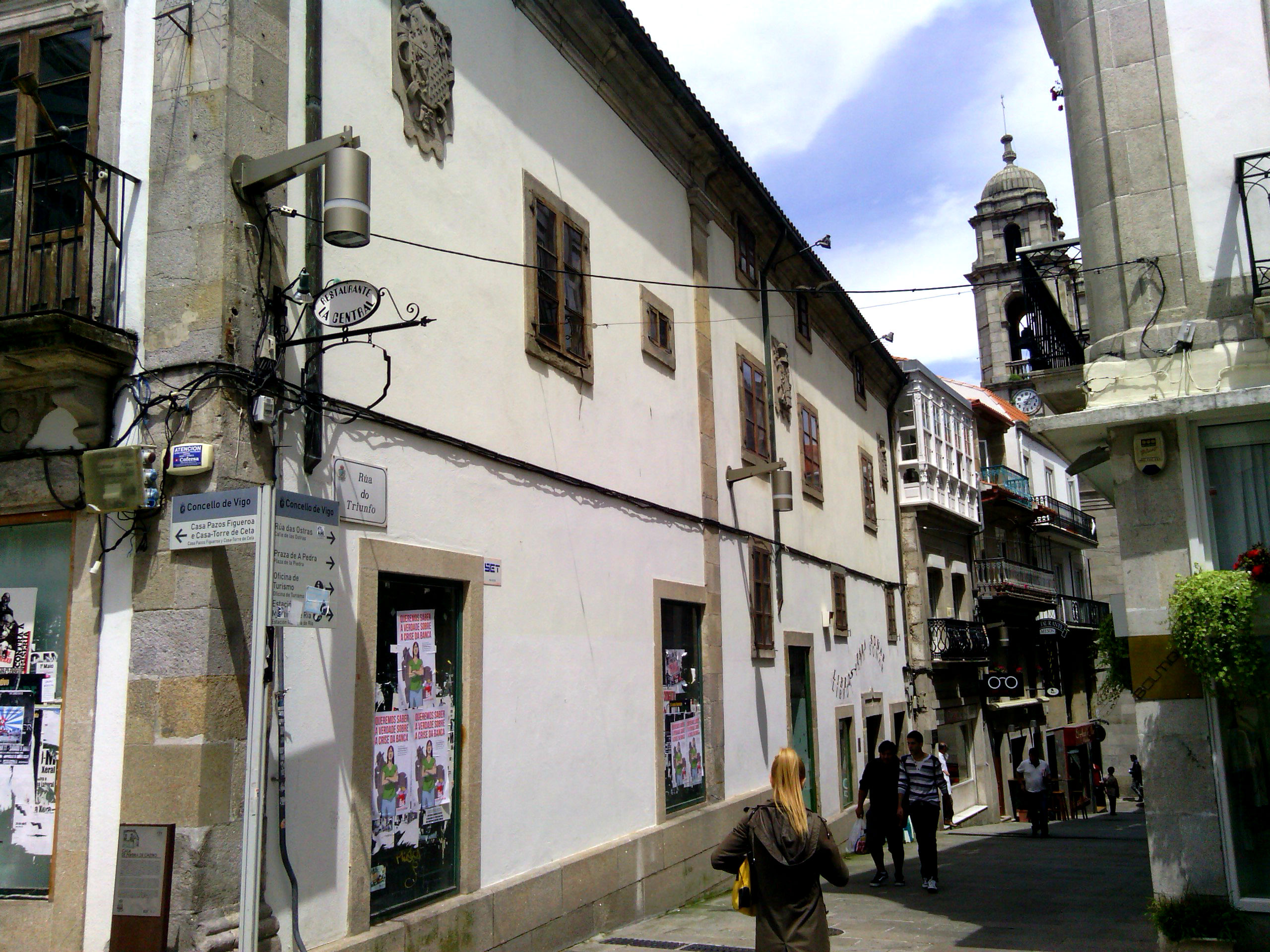
Fachada por la Rúa Triunfo
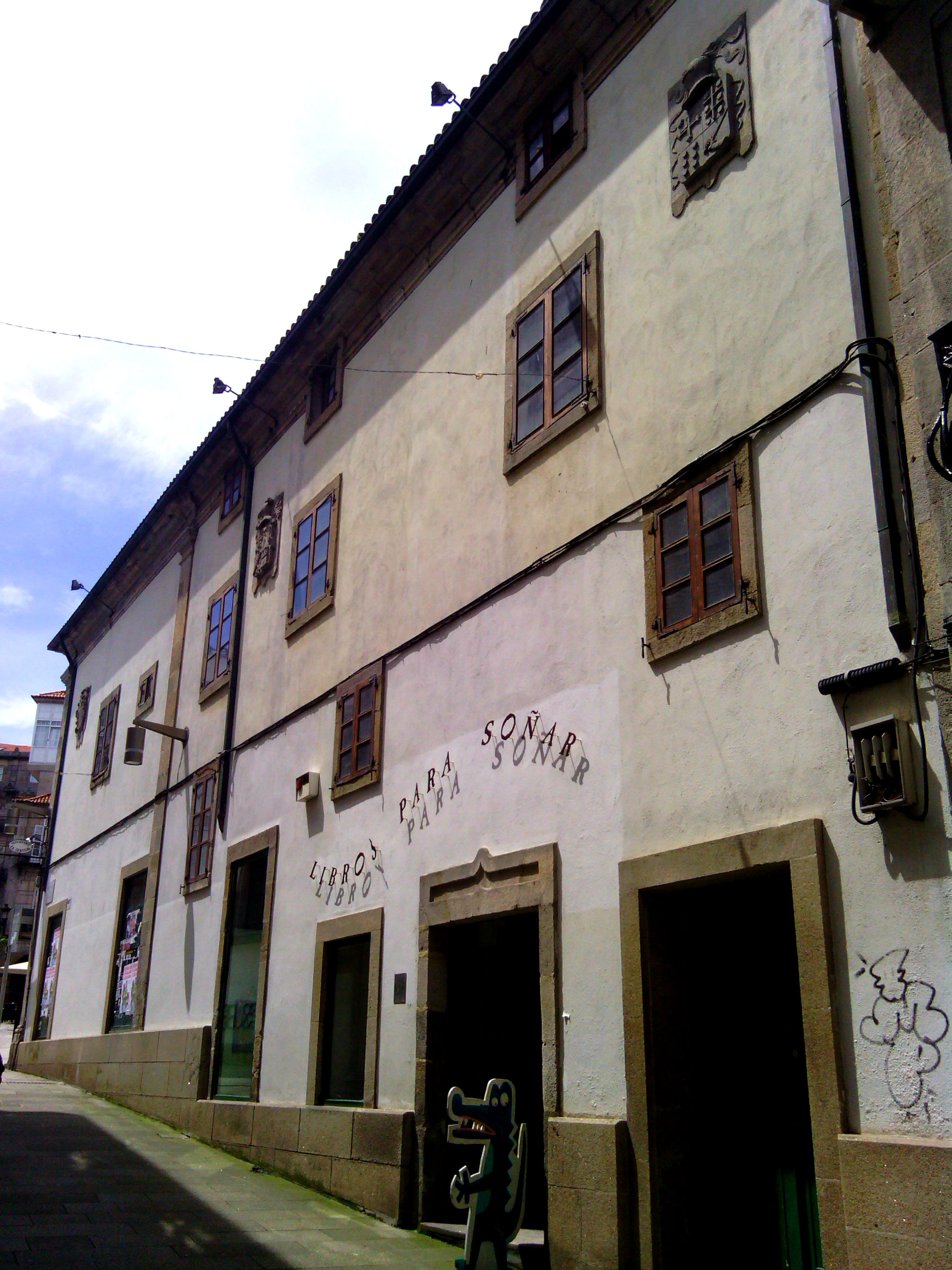
Fachada por la Rúa Triunfo